# Matthew Quinn
Matthew Quinn (* 29. Mai 1821 in Eadestown, Irland; † 16. Januar 1885 in Bathurst, Australien) war ein irischer Geistlicher und römisch-katholischer Bischof von Bathurst.

## Leben
Matthew Quinn wurde am 29. Mai 1821 als Sohn eines Landwirts in Eadestown südlich von Naas im County Kildare in der heutigen Republik Irland geboren. Sein älterer Bruder war der spätere Bischof von Brisbane, James Quinn.
Er empfing am 15. Februar 1845 in der Lateranbasilika in Rom durch den Kardinalvikar Costantino Kardinal Patrizi Naro das Sakrament der Priesterweihe für das Erzbistum Dublin.
Nachdem Papst Pius IX. am 20. Juni 1865 aus Gebietsabtretungen des Erzbistums Sydney die Suffragandiözese Bathurst gegründet hatte, wurde Quinn zu deren erstem Bischof ernannt. Die Bischofsweihe spendete ihm am 14. November desselben Jahres in der Prokathedrale der Unbefleckten Empfängnis der Hl. Jungfrau Maria in Dublin der Erzbischof von Dublin, Paul Cullen; Mitkonsekratoren waren der emeritierte Apostolische Vikar von Bombay, John Francis Whelan sowie der Koadjutorbischof von Hobart, Daniel Murphy.